# The Shirelles
The Shirelles est un groupe vocal féminin (girl group) américain qui fut l'un des plus populaires au début des années 1960. Leur musique, mélange de pop et de rhythm and blues, est annonciatrice des « petites symphonies pour adolescents » de Phil Spector et de la musique soul façon Motown.

## Historique
Le groupe se forme en 1957. Il est composé de quatre camarades étudiantes au lycée de Passaic dans le New Jersey. Leur premier 45 tours, I Met Him On Sunday, paraît en mars 1958 sur le petit label Tiara. Distribué par Decca, il se classe dans le Top 50 américain.
En 1960, après quelques succès mitigés, les Shirelles enregistrent Will You Love Me Tomorrow, une composition de Gerry Goffin et Carole King. Ce disque produit par Luther Dixon pour le label Scepter atteint la première place du hit-parade en janvier 1961. Sur la face B se trouve Boys qui sera reprise par les Beatles en 1963. D'octobre 1960 à décembre 1962, le groupe place dix chansons dans le Top 40, parmi lesquels Dedicated to the One I Love, Mama Said et surtout Soldier Boy, n°1 en mai 1962. Les Shirelles interprètent également plusieurs compositions de Burt Bacharach et Hal David comme Baby It's You ou It's Love That Really Counts.
Le succès se fait plus rare après le départ de Luther Dixon pour la Californie au début de 1963. Foolish Little Girl est le dernier titre à se classer dans le Top 5. Leur popularité est désormais concurrencée par d'autres groupes girl groups comme The Shangri-Las ou The Supremes, et par la vague des chanteurs britanniques dont les principaux sont les Beatles. En 1964, la reprise de leur titre Sha La La par Manfred Mann obtient plus de succès que l'original.
Les Shirelles, devenues trio, quittent Scepter en 1968 pour d'autres maisons de disques jusqu'en 1973, date de leur séparation. La chanteuse Shirley Owens-Alston grave alors quelques albums solos dans les années 1970. Le groupe se reformera à plusieurs reprises, malgré le décès de Micki Harris en 1983.
Les tubes des Shirelles ont été repris par beaucoup d'autres artistes, notamment Baby It's You et Boys par les Beatles en 1963 et Dedicated to the One I Love qui devient un hit pour The Mamas & The Papas en 1966. Will You Love Me Tomorrow, reprise par Me First and the Gimme Gimmes, a également été choisie pour figurer dans le film True Romance.
The Shirelles sont entrés au Rock and Roll Hall of Fame en 1996. Dans le classement des 500 plus grandes chansons de tous les temps du magazine Rolling Stone en 2003, Will You Love Me Tomorrow est 125e et Tonight's the Night 401e.
Doris Coley-Kenner, devenue Doris Jackson, qui avait quitté le groupe en 1968, est morte le 4 février 2000. Beverley Lee reste la seule membre fondatrice encore dans le trio aujourd'hui[Quand ?].